# ماهیدشت (کرمانشاه)
ماهیدشت (به کُردی: ماێه‌شت)، یکی از شهرهای غرب ایران در استان کرمانشاه است. مردم این شهر که درصد بیشتر آن را روستاهای اطراف تشکیل می‌دهد از ایلات کُرد می‌باشند. این شهر مرکز بخش ماهیدشت در شهرستان کرمانشاه است و در ۲۴ کیلومتری جنوب غربی شهر کرمانشاه واقع شده است. کاروانسرا و پل شاه عباسی تاریخی این شهر مربوط به دوران صفویه می‌باشد.

## آب و هوا
این شهر آب و هوای معتدل و نیمه خشک دارد.
رودخانهٔ مرک از کنار این شهر می‌گذرد.

## جمعیت
طبق سرشماری سال ۱۳۸۵ این شهر ۹۹۶ نفر جمعیت دارد.